# 小林清志
小林 清志（こばやし きよし、1933年1月11日 - 2022年7月30日）は、日本の声優、俳優、ナレーター。東京俳優生活協同組合の創立メンバーの一人であり、同組合に所属した。
独特の渋い声を生かして、声優界の創生期から活躍した。アニメでの主な出演作は『ルパン三世』シリーズの次元大介や『妖怪人間ベム』（1968年）のベムなど。また、CMやテレビ番組などのナレーションも多く担当し、洋画ではジェームズ・コバーン、リー・マーヴィンらの吹き替えを務めていた。

## 経歴

### 生い立ち
東京府（現：東京都）の根津に生まれる。実家は株屋であり、父親は亡くなるまで兜町の証券会社にいた。
文京区立根津小学校に通っていたが、5年生のころ、第二次世界大戦の影響で学友たちと栃木県那須塩原市の塩原温泉郷に疎開。その後、父親の出身であった埼玉県の加須へ縁故疎開し、疎開先の旧制不動岡中学校では卓球の県代表を務めた。
学生時代には英語の成績が優秀であり（後述）、小説を書いたり読んだりするなど文学系統に興味があったことから、将来は作家になることを漠然と志望していた。そのため、当時は「役者になりたい」と思ったことはなかったという。
東京都立小石川高等学校卒業。東京大学を受験するも、当時の世相や流行から英文科でなく仏文科を受験したため失敗。滑り止めがなかったことから浪人生活を送ることとなる。この時、サンデースクール（現在の塾）で奥井潔からウィリアム・ブレイクやライナー・マリア・リルケ、小林秀雄を学び、大きな影響を受けたという。一方、受験に関係ない授業が多く、試験前日の飲み会で泥酔した影響もあり、翌年の再受験も失敗。合否発表後も願書を受け付けており「作家になるなら人の様を学んだ方がいいか」と、軽い気持ちで日本大学芸術学部の演劇科へ進学した。

### キャリア
小林が演劇を始めたのは、大学に在学していた時のことである。入学時は作家を目指していた小林だが、芝居の実習で立て続けに主演を任されたことを機に、演劇研究会に所属するなど芝居の虜になったことで、自然と役者になった。また、在学中には家城巳代治、今井正、山本薩夫といった監督の独立プロダクション系の映画に端役で出演していた。
大学卒業後は国民文化研究所を経て、知人の紹介で劇団泉座へ入団。入団当時の泉座は進歩主義の劇団だったことから、強い政治思想を持たない小林もしばらくは安保闘争に明け暮れたという。この頃は、老舎の『駱駝祥子』などの中国戯曲（のちに創作劇へ変更）を中心に、舞台役者として活動した。そんな中、劇団の維持や生活のために多くのアルバイトも経験し、声優としての活動もそこから始まることとなる。
1958年、舞台劇『ケイン号の反乱』の翻訳の腕を買われて、大学の同窓会で再会した吹き替え演出家の小林守夫の縁から吹き替え翻訳のアルバイトの話が持ち上がる。後日、マネージャーの紹介で東北新社の社長だった植村伴次郎に会い翻訳の仕事を始めるが、しばらくして植村から「お前、役者なんだろう？」と誘われことで吹き替えの仕事も始め、声優として活動するようになった。
1960年、当時の役者仲間らとともに所属事務所である東京俳優生活協同組合（俳協）の創立に参加。劇団泉座も俳協所属の劇団となった。
当初は声優業と共に月に2本のペースで翻訳も手がけ、1962年放送の海外ドラマ『ジスマン・ドーソン』では初主演と同時に翻訳も担当する多忙ぶりであった。その後、翻訳の仕事は次第になくなり、1971年頃に泉座が自然解消してからは声優業に専念した。
1963年の『鉄腕アトム』以降はアニメの仕事もこなし、『ルパン三世』シリーズでは次元大介役を1971年の放送開始時から2021年10月まで担当していた。

### 晩年・死去
2017年、多くのジャンルへの貢献が評価され、第11回声優アワードで功労賞を受賞。同年1月9日には、テレビ朝日にて放映された『人気声優200人が本気で選んだ!声優総選挙!3時間SP』で第18位に選ばれる。
2018年、東京アニメアワードフェスティバルにてアニメ功労部門を受賞。
2021年10月、長年務めてきた次元大介役を高齢などを理由に勇退。一方で、その他の出演作など声優業自体は以降も継続していた。
2022年7月30日午前7時6分、肺炎のため死去。持病などはなく健康だったが突然体調を崩し、家族に見守られながら息を引き取ったという。89歳没。訃報は、同年8月8日に俳協から公表された。最後の仕事は、7月4日に収録を行った『AKB48 ネ申テレビ』のナレーションとなった。

## 特色・人物像
声種はローバリトン。低くて重い、渋い声を生かしてナレーターの仕事もこなしている。小林自身は「非常に濁声だが、強い声」と語っていた。
吹き替え作品の草創期から活動。持ち役には、ジェームズ・コバーンやリー・マーヴィン、トミー・リー・ジョーンズ、ジャック・パランス、フランコ・ネロがある。アニメ声優としても草創期から活動している。
役柄としては、アテレコを始めた時から悪役・仇役が多く、個性的なキャラクター、ヒールから正統派まで幅広い役どころを数多く演じていた。
英語を得意としている。中学時代からジャパンタイムズを定期購読し、推理小説などの原書を自身で訳しながら読むことが趣味だったほか、高校在学時には同じ高校生相手に英語の通信教育で添削指導のアルバイトを行なっていた。また、声優になる前から舞台役者の副業として翻訳家のアルバイトを続けたほどの腕前である他、中には翻訳・出演・演出を共に行った作品も存在する。演劇の心得があった本人が、収録時に役者があまりに下手であったため「自分がやった方がマシになる」と思ったことから声優業を始めたという逸話がある。
自身が声優活動を行うきっかけを作った小林守夫は大学の後輩で「きよしさん、もりおくん」と呼び合う間柄であり、「長いお付き合いをさせて貰った終生の戦友」と称している。
趣味のひとつにピアノを挙げており、中学生の頃に体育館に置いてあったピアノを使って独学でツェルニーを練習したところ、弾けるようになったという。好きなミュージシャンにハービー・ハンコックの名を挙げている。
コンピュータを扱った趣味も多彩であり、マイクロソフトのフライトシミュレータや、パソコン通信でアメリカの大手商用サービスCompuServeも利用していたという。晩年にはスマートフォンを使いこなし、2018年に共演した水瀬いのりは小林とその使い方で交流したことを明かしている。
写真も趣味であり、小林が収録スタジオで出番のない時にカメラを持ってきてブースの様子を撮影をしていたことを関係者が明かしている。

## エピソード
愛煙家であり、2013年に「やめたほうがいいんだけど……なかなかやめられない（笑）」と発言していたが、2019年には禁煙したことを公表している。2010年代のインタビューではケントを愛用しており、インタビューなどの場は栗田貫一の教えでネオシーダーを使用することを明かしていた。
所属する東京俳優生活協同組合には創立から亡くなるまで在籍し、2022年時点では最古参の所属者であった。
吹き替え翻訳家として活動していたころは、昼間にアテレコの仕事を行い帰宅後にハチマキをして翻訳をしていたという。また、妻子と暮らす六畳ほどしかない自宅には毎晩のように泥酔した芝居仲間が訪れ「ワーワー騒いで」いたため、小林は押入れの中でスタンドを引き込んで作業をしなくてはならず、締め切りも含め「こりゃ大変だ」と思う生活だったことを後に明かしている。
映画のジャンルではマカロニウエスタンが好きで、特に自身も吹き替えで出演している『夕陽のギャングたち』はお気に入りの一つである。好きな俳優ではジャン・マリア・ヴォロンテを挙げており、『夕陽のガンマン』で担当することが決まった際には嬉しかったという。
自分が吹き替えをしている作品では自分の声の確認もしており、若いころの声の勢いに自分で驚くこともあるという。
アイドルグループの嵐の冠番組に関しては、深夜帯で放送された『Cの嵐!』から『嵐の宿題くん』までナレーションを担当。ゴールデンタイムに『嵐にしやがれ』として進出した際にスタッフが一新されたことで降板となったが、これについて「自然に受け止めなければ」としつつも残念な思いをみせていた。また、遺作となったAKB48の冠番組『AKB48 ネ申テレビ』のナレーションも2008年の初回から担当。2013年には、推しメンに秋元才加を挙げていた。
近年の若手声優に対しては「俺が古いだけかもしれない」とした上で、舞台などさまざまな経験を積むことが後の糧になるので大切だとしている。2019年には「一生懸命やっている」としつつも、ファンや視聴者にこびすぎて「大人じゃなく子供や王子さまみたいな感じ」になっていることには疑問を呈し、「もっと背伸びした声を出して欲しいんだな」と発言している。
声優に必要なことには、「どんな経験も血肉となる」とした上で「国際感覚、音楽のセンス、遊び心」を挙げたことがある。特に遊び心に関しては「我々は一般のサラリーマンじゃないし、あんまり四角四面でやらない方がいい。遊びでもいいんですよ」「最近の若い人たちはキチッとしすぎてるな。もうちょっと弾けないといけないよな」と話している。

### 仕事に対する姿勢
収録では声だけでなくマイクの位置も意識しており、かなりの注文を行っているという。「俺の低音はマイク位置でガラリと変わる」「技術的に同じような声を出しても、マイクの位置によって声の違いが分かる」「最初にマイク位置がピシッと決まらないと、声がボケてしまって気持ちが悪い。このままOAされるのは嫌だから自分で確認する」とのこと。また、マイクのポップガードは使用しない姿勢で、付いていた場合は退けるように注文していたという。
アニメのアフレコの際に画がほとんど入らないことに対しては「どの番組でもオンエアには間に合っているんだから、我々が声を入れる時に画を間に合わせられないっていうことはないはずなんですがね」と難色を示しており「世界に誇る日本のアニメは、『輸出すれば、海外の俳優が声を入れるんだから、（国内のアフレコは）この仕組みでいい』という感じかも知れませんが、それじゃあ『声なんてどうでもいい』と言われてるみたいでね。この状況を少し考えたほうがいいんじゃないかと思いますね」と苦言を呈している。
役作りに関しては、「どんな役でもリアリティーがないとおもしろくない」と述べ、「下手に作ってやると、嘘になり、自分が納得できない声になっちゃう。自分の感性で（役柄を）捉え、リアリティーを大事にしている」と発言している。また、演じる際は「声のチューニング」を大切にしており、「台詞をどんな声の調子、コードで演じればいいか一番気になります。音楽に例えれば、ハ長調でいくのかイ短調がいいのかが初めに決まれば、後は自然と軽快な演奏になっていくといった具合かな」と述べている。
「声優」という肩書で呼ばれることには抵抗があり、文書などの職業欄には「俳優」と書くと公言している。その理由について「舞台の芝居ばかりやっていたから、『生でやっている俳優』という意識が強いんだと思います」と語っている。
テレビへの顔出し出演について、ナレーション業が多くなってからは「実物が出てきて見ている人に印象づけるより、顔を隠したほうがいい」との考えから断る傾向がある。バラエティ番組『大胆MAP』の声優特集では、上記の理由から電話で声のみ出演、宣材写真にもNGを出したため、代わりにほっしゃん。が描いた似顔絵が公開された。50年来の付き合いで銭形警部役だった納谷悟朗が死去した際には「戦友だから出ないわけにもいかない」との理由で、2013年3月12日放送分の『ZIP!』にて顔出しのインタビューに答えた。

### 吹き替え
出演した思い出深い作品に、海外ドラマ『アンタッチャブル』を挙げたことがある。始めは子分のA、Bといった端役を演じていたが、担当ディレクターが面倒を見てくれたことで、シリーズの最終回には二週にわたってネヴィル・ブランド演じる大ボス、アル・カポネを演じた。この時、端役から悪の親玉までをアテたことから「これで悪は卒業したか」と思っていたが、その後も悪役での起用は続いたという。また、この作品が縁となり、1987年の映画『アンタッチャブル』でも小林はロバート・デ・ニーロ演じるアル・カポネの吹き替えを担当することとなった。
ジェームズ・コバーンの吹き替えは、「（コバーンと）口が似ている」という理由で起用されてから、約40年にわたりほとんどの作品で担当した。最初にコバーンを吹き替えた作品は『荒野の七人』であった。小林は、コバーンの吹き替えを「初めての持ち役」としているほか「自然にできる役」として次元大介（後述）と共に挙げており、コバーンが亡くなった際には「これからと思っていたのに…。まるで肉親が亡くなったような、落ち着かない妙な気持ちです」とコメントしている。自身が吹き替えた印象深いコバーン出演作には、『荒野の七人』と『電撃フリント』を挙げている。
リー・マーヴィンの吹き替えは『捜査ファイルX』以降多くの作品で担当した。本人によれば声を出すのが一番難しいらしく、「彼は低い声だけでなく、張る声が多い。だから、（声を当てるときは）こちらも低いだけじゃなく、張りが必要になる」ため、非常に苦労したと語っている。
トミー・リー・ジョーンズの吹き替えは、菅生隆之に次いで多く担当。インタビューでは今後も演じたいお気に入りの俳優として度々挙げていた。2013年には「印象に残る俳優」を訊かれるとすぐに顔が浮かぶとしており、初担当した『JFK』を印象深い作品と述べたこともある。前述の菅生には冗談を交えつつ「気取った声を出してちゃダメだよ」等のアドバイスも送っていたといい、その後も小林自身はジョーンズの再演を希望していたが、2013年の『マラヴィータ』が最後の担当となった。

## 次元大介
アニメ『ルパン三世』シリーズにおいては、メインキャラクター5人のうち小林のみが1969年のパイロット版から2021年までの50年以上、一貫して次元大介役として出演。数多くの作品に出演する中でも、特に「小林清志といえば次元大介」と言われ、自他共に認める代表的キャラクターであった。
2019年に原作者のモンキー・パンチが死去して以降は、アニメ『ルパン三世』の製作に最も長く携わる人物となっていた。

### 起用
モンキー・パンチによると、元々次元のイメージは映画『荒野の七人』に出演したジェームズ・コバーンであり、そのイメージからコバーンの吹き替えを持ち役としていた小林が次元役に決定したということである。そのため、他のメインキャラクターと異なり次元役の候補者は小林以外にいなかったという。
小林自身は原作について、「以前からチラチラ読んだことがあった」と述べており「まさか、自分が関わるとは……。それでも二枚目というより、洒脱（）でダンディーな次元は、やりがいのある面白い役だとそそられました」と起用された当時を回想している。

### エピソード
小林は『ルパン三世』について「こんな人気作になるとは思わなかったね。昔は色々な仕事のうちの一つぐらいに思っていた」と振り返っており、2014年時点では今後について「制作の人の判断」としつつも、「できる限りやらせてもらいたい」「ダメになったら俺からやめるよ」と発言していた。また、「ルパンの伝統を託されたと思って、歌舞伎の十八番のようにいつまでも演じ続けたい。昔のルパンが持っていた魅力を残していきたいね」とも発言していた。なお、2011年にメインキャストの交代があった際は、次元も交代となる予定が「どうしても適任者が見つからない」という理由で続投となっている。
小林によると、次元の声は完全に地声であり、今まで演じてきた役の中で、最も無理をせずに自分にとって楽なトーンでしゃべれる役だという。意識していなくても他人から「次元ですね」と言われることもあるといい、これに関しては「役者冥利に尽きる、ありがたい話だ」と喜びを表している。また、「次元は自分の集大成であり代名詞的な存在」とも語り、インタビューではよく「自分の分身」だと語っていた。
次元を演じ始めた当初については「次元の持つ『鋭さ』を出すのが難しかった」といい、「葛藤を通り過ぎると自分のものになったというか、自分が次元に近づいていった」と述べている。また、次元を演じる際は「おこがましい話」としつつも「俺がしゃべれば次元だ」「俺が演じる次元が次元大介なんだ」という自負やプライドを持ちながら取り組んでいたという。
1990年代からは、別作品でも次元を意識した役を務めることが多く、1999年には「そういう（次元大介調で、という）注文が多いんだよね」と語っていた。また、バラエティ番組のナレーションでは次元がナレーションをしているように捉えられる演出がされることもあった。
『TV第2シリーズ』以降、長らく共演したレギュラー声優陣については2008年に「チームワークが良くジャズバンドのようだ」と話し、「気心の知れた共演者の声に対して、自然な声で応える。たまにはハプニングを起こしてみたり。台詞のいいやりとりになれば、作品を見ている人も退屈させない、楽しい声のセッションになる」と語っていた。
『ルパン三世』の中で一番好きな作品は、テレビスペシャル第4作の『ルパン三世 ロシアより愛をこめて』だといい、理由は「次元が活躍する作品で、ロマンスもある」からとのこと。
初代ルパン役の山田康雄を「ヤスベエ」と呼び、プライベートでも親しい交友があった。小林は山田について「役者としては対照的な存在で、出会った頃は（ルパンと次元として）コンビを組むと思わなかった」と述べていたほか、同業者で特に認めていた人物に挙げ「本当にいいやつ」と語っている。また、山田の没後に彼が専属で担当していたクリント・イーストウッドの吹き替えをいくつかの作品で引き継いでおり、「ヤスベエと自分の演技は違う訳だが、創り上げたものを無駄にはしたくない」と、不自然にならない程度で山田独特の発声を意識しながら演じたという。
2019年にモンキー・パンチが死去した際は「あなたは 俳優小林清志 私を育ててくれた親であり、そして戦友でした」「どうぞ 栗田貫一はじめ いま在る戦友たち そしてルパン三世に関わる仲間と共にもう少しこのめくるめくルパン三世の世界で遊ばせておいてください」と追悼のコメントを発表している。

### 勇退
2021年9月7日、アニメが放送50周年の節目であることや88歳の高齢であることなどを理由に、次元役の勇退を発表。後任は大塚明夫となり、テレビシリーズ『ルパン三世 PART6』の初回放送で、同年10月9日に放送された第0話「EPISODE 0 ―時代―」が小林演じる最後の次元となった。
小林は、視聴者と後任の大塚に対し、以下のメッセージを遺した。

## 代役・後任
2000年代以降、小林の代役を務めたり、持ち役・ナレーションを引き継いだりした人物は以下の通り。
| 後任     | 役名                       | 概要作品                                   | 代役・後任の初担当作品             |
| -------- | -------------------------- | ------------------------------------------ | ---------------------------------- |
| 東地宏樹 | クリスタル・ボーイ         | 『コブラ』                                 | 『COBRA THE ANIMATION』            |
| 山岸治雄 | オーエンス                 | 『ファイナル・カウントダウン』フジテレビ版 | WOWOW追加収録部分                  |
| 伊藤和晃 | バート・ガンマー           | 「トレマーズシリーズ」                     | 『トレマーズ ブラッドライン』      |
| 沢木郁也 | バート・ガンマー           | 「トレマーズシリーズ」                     | 『トレマーズ コールドヘル』        |
| 菅生隆之 | リック・ディッカー         | 『Mr.インクレディブル』                    | 『インクレディブル・ファミリー』   |
| 大塚明夫 | 次元大介                   | 「ルパン三世シリーズ」                     | 『ルパン三世 PART6』第1話          |
| 大塚明夫 | ナレーション               | 『AKB48 ネ申テレビ』                       | シーズン39 vol3以降                |
| 大塚明夫 | 「ひとり農業」ナレーション | 『中居正広の金曜日のスマイルたちへ』       | 2022年11月4日放送分                |
| 高川裕也 | ナレーション               | 『SASUKE』                                 | 第28回大会（2012年12月27日放送分） |
| 落合福嗣 | ナレーション               | 『ラストアイドル』                         | 2018年10月14日放送分               |
| 小山力也 | ナレーション               | 『ウルトラマンDASH』                       | 2022年1月1日放送分                 |
| 槇大輔   | ナレーション               | 『列島警察捜査網 THE追跡』                 | 第48回（2022年8月15日放送分）      |
| 斧アツシ | ビル・ボードリー           | 『ネバダ・スミス』フジテレビ版             | Blu-ray追加収録部分                |

## 出演
太字はメインキャラクター。

### テレビアニメ
1964年
- 狼少年ケン

1965年
- 宇宙パトロールホッパ（ダルトン隊長）

1966年
- 遊星仮面（ロバート〈父〉）
- 鉄腕アトム (アニメ第1作)（天馬博士 他）
- おそ松くん

1967年
- 黄金バット（部落少年の父、ゴラス）
- パーマン
- 悟空の大冒険
- マッハGoGoGo

1968年
- 佐武と市捕物控（1968年 - 1969年、天童大馬、佐太郎、丹次郎、猪十郎 他）
- 怪物くん（TBS版）
- 妖怪人間ベム（ベム）

1969年
- 海底少年マリン（タイガー、ギラー、モーレイ、ステラゲン閣下）
- 巨人の星（1969年 - 1971年、アームストロング・オズマ）
- 忍風カムイ外伝（大頭、丹波の天人）

1970年
- 男どアホウ甲子園（丹波左文字）
- キックの鬼（野口修）
- タイガーマスク（1970年 - 1971年、ミスター・カミカゼ、ブラックV）

1971年
- 赤き血のイレブン（ベレー）
- あしたのジョー
- ルパン三世 シリーズ（1971年 - 2021年、次元大介〈初代〉） - 6シリーズ + テレビスペシャル28作品

1972年
- 赤胴鈴之助（鬼首十郎太）
- デビルマン（ジャコン）

1973年
- アストロガンガー（ブラスターデビル）
- 荒野の少年イサム（1973年 - 1974年、ビッグストーン 、グレゴリー、バード）

1974年
- 科学忍者隊ガッチャマン（デーモン博士）
- 0テスター 地球を守れ!（アニマルガロス）
- 小さなバイキングビッケ（クレール）

1975年
- ラ・セーヌの星（ザラール）

1977年
- 超合体魔術ロボ ギンガイザー（ゴードー博士）

1978年
- 新・巨人の星（1978年 - 1979年、マイケル・ブラウン、死神ゴスマン） - 2シリーズ
- ペリーヌ物語（男爵）

1979年
- 科学冒険隊タンサー5（ナレーター）
- 銀河鉄道999（ヌータル）
- 星の王子さま プチ・プランス（ダンバード）

1981年
- ドラえもん（テレビ朝日版第1期）
- 太陽の使者 鉄人28号（ベルダー）

1982年
- 科学救助隊テクノボイジャー（ジェラード・シンプソン）
- スペースコブラ（クリスタルボーイ）
- パタリロ!（カサノバ）
- プロゴルファー猿（TVスペシャル）（竜）
- わが青春のアルカディア 無限軌道SSX（有紀悟郎）

1983年
- 亜空大作戦スラングル（ドク・マンディ、ナレーション）
- 光速電神アルベガス（ジョージ）
- 特装機兵ドルバック（高城大佐）
- まんが日本史（源頼朝）

1984年
- あした天気になあれ（竜谷）

1985年
- ダーティペア（ブルース）

1986年
- プロゴルファー猿（シャーク・キラー）

1987年
- シティーハンター（クラーク）

1989年
- 美味しんぼ（尾藤康介）
- ジャングル大帝（新）（マロディ）
- 天空戦記シュラト（ブラフマー）
- ミスター味っ子（村田源一郎、コバイア国王）

1991年
- 機甲警察メタルジャック（戸倉）

1992年
- 笑ゥせぇるすまん（小宮友雄）

1995年
- NINKU -忍空-（麗朱）
- 覇王大系リューナイト（皇帝）

1996年
- 名探偵コナン（1996年 - 2005年、諏訪雄二、ビリー）

1997年
- 白鯨伝説（コバ・ガルシア）
- 勇者王ガオガイガー（1997年 - 1998年、ナレーション）

1998年
- たこやきマントマン（1998年 - 1999年、バオバオ大王）

1999年
- 週刊ストーリーランド（ナレーション）

2001年
- タッチ CROSS ROAD〜風のゆくえ〜（ボーモント）
- 探偵少年カゲマン（2001年 - 2002年、ナレーション）
- ノワール（ベルトニエ）

2003年
- 獣兵衛忍風帖 龍宝玉篇（安兵衛）

2005年
- バジリスク 〜甲賀忍法帖〜（甲賀弾正）
- はっぴぃセブン 〜ざ・テレビまんが〜（語り）
- 勇者王ガオガイガーFINAL GRAND GLORIOUS GATHERING（高之橋両輔、ナレーション）

2006年
- DEATH NOTE（ワタリ / キルシュ・ワイミー）

2016年
- 坂本ですが?（ナレーション）

2022年
- KJファイル（ギレルモ・マルケス博士）

### 劇場アニメ
1973年
- マジンガーZ対デビルマン（ザンニン）

1974年
- マジンガーZ対暗黒大将軍（暗黒大将軍）

1978年
- 科学忍者隊ガッチャマン（ナレーション）
- ルパン三世 ルパンVS複製人間（次元大介）

1979年
- 未来少年コナン特別編 巨大機ギガントの復活（ナレーション）
- ルパン三世 カリオストロの城（次元大介）

1980年
- 世界名作童話 森は生きている（一月の精）

1982年
- FUTURE WAR 198X年（特報ナレーション）

1983年
- クラッシャージョウ（タロス）
- ゴルゴ13（ジェファーソン）
- パタリロ! スターダスト計画（大魔神）

1984年
- 地球物語 テレパス2500（チーフ）
- 未来少年コナン 巨大機ギガントの復活（ナレーション）

1985年
- ルパン三世 バビロンの黄金伝説（次元大介）

1986年
- アリオン（ポセイドン）
- GREY デジタル・ターゲット（レッド）

1988年
- 闘将!!拉麵男（黒色魔王）

1989年
- 戦国奇譚妖刀伝 総集編（幻悠斎）

1991年
- 機動戦士ガンダムF91（ジレ・クリューガー）

1992年
- 機動戦士ガンダム0083 ジオンの残光（エギーユ・デラーズ、ナレーション）
- ドラえもん のび太と雲の王国（地上人A）

1993年
- 銀河英雄伝説 新たなる戦いの序曲（アドリアン・ルビンスキー）

1995年
- はじまりの冒険者たち レジェンド・オブ・クリスタニア（バルバス）
- ルパン三世 くたばれ!ノストラダムス（次元大介）

1996年
- ルパン三世 DEAD OR ALIVE（次元大介）

2002年
- 名探偵コナン ベイカー街の亡霊（モリアーティ教授）

2003年
- ドラえもん のび太とふしぎ風使い（ウランダー）

2004年
- クレヨンしんちゃん 嵐を呼ぶ!夕陽のカスカベボーイズ（ジャスティス）

2005年
- ブラック・ジャック ふたりの黒い医者（馮二斉）

2013年
- キャプテンハーロック -SPACE PIRATE CAPTAIN HARLOCK-（老人）
- ルパン三世VS名探偵コナン THE MOVIE（次元大介）

2014年
- LUPIN THE IIIRD 次元大介の墓標（次元大介）

2017年
- LUPIN THE IIIRD 血煙の石川五ェ門（次元大介）

2019年
- LUPIN THE IIIRD 峰不二子の嘘（次元大介）
- ルパン三世 THE FIRST（次元大介）

2020年
- 劇場版BEM〜BECOME HUMAN〜（ナレーション）

2025年
- LUPIN THE IIIRD THE MOVIE 不死身の血族（次元大介）※冒頭部分

### OVA
1969年
- ルパン三世 パイロットフィルム（シネマスコープ版）（次元大介）

1971年
- ルパン三世 パイロットフィルム（TV版）（次元大介）

1982年
- 妖怪人間ベム パートII（ベム）

1985年
- 装甲騎兵ボトムズ ザ・ラストレッドショルダー（グレゴルー・ガロッシュ）
- メガゾーン23（夢叶影弦）

1986年
- アイ・シティ（クゥ・ラグア・リー）
- ザ・ヒューマノイド 哀の惑星レザリア（アーロン）
- 超時空ロマネスク SAMY MISSING・99（鷹の帝王）

1987年
- 戦国奇譚妖刀伝（幻悠斎）

1988年
- 銀河英雄伝説（アドリアン・ルビンスキー）
- 装甲騎兵ボトムズ レッドショルダードキュメント 野望のルーツ（グレゴルー・ガロッシュ）
- バイオレンスジャック 地獄街（ジャック）
- 麻雀飛翔伝 哭きの竜（ナレーター）
- 魔界都市〈新宿〉（レヴィ・ラー）

1989年
- クラッシャージョウ 氷結監獄の罠（タロス）
- クラッシャージョウ 最終兵器アッシュ（タロス）
- ゴクウ（門間善蔵）

1990年
- 修羅之介斬魔劍（ナレーション）
- 力王 RIKI-OH VIOLENCE2 滅びの子（鱶尾）

1991年
- 機動戦士ガンダム0083 STARDUST MEMORY（エギーユ・デラーズ、ナレーション）

1993年
- 代紋TAKE2 第II章（山崎忠義）
- ジョジョの奇妙な冒険（1993年 - 1994年、モハメド・アヴドゥル）

1994年
- ワイルド7（世界）

1995年
- 沈黙の艦隊（ランシング）
- 人間革命（戸田城聖）

1996年
- ダーティペアFLASH3（ガゼル）
- レジェンド・オブ・クリスタニア（バルバス）

1998年
- クイーン・エメラルダス（船長）

2000年
- ジョジョの奇妙な冒険 ADVENTURE（2000年 - 2002年、モハメド・アヴドゥル）
- 勇者王ガオガイガーFINAL（高之橋両輔、ナレーター）

2002年
- ルパン三世 生きていた魔術師（次元大介）

2004年
- サクラ大戦 ル・ヌーヴォー・巴里（北大路正道）

2008年
- 星の海のアムリ（うかたん〈♂〉、デウス・アレン）
- ルパン三世 GREEN vs RED（次元大介）

2011年
- ブラック・ジャック FINAL（チェ・ヒョク将軍）

2012年
- ルパン三世 Master File（次元大介）

2018年
- ルパン三世 ルパンは今も燃えているか?（次元大介）

### ゲーム
1992年
- 魔法の少女シルキーリップ（奈良枝善次郎）
- 夢幻戦士ヴァリス ※PCエンジン版

1993年
- 天外魔境 風雲カブキ伝（聖騎士アレックス）

1994年
- アルシャーク（スクラップ・ジョー）
- ウルトラセブン - 地球防衛作戦 -（ソリマチ隊長）
- ショックウェーブ（トーマス・クレーン）
- 真SAMURAI SPIRITS 覇王丸地獄変（柳生十兵衛）

1995年
- BSゼルダの伝説（ナレーション）

1996年
- サムライスピリッツ 天草降臨（柳生十兵衛、ナレーション）
- リンクル・リバー・ストーリー（ナレーション）

1997年
- VIRUS（マクノートン博士）
- 攻殻機動隊 GHOST IN THE SHELL（イシカワ）
- 真説サムライスピリッツ 武士道烈伝（柳生十兵衛）
- マリカ 〜真実の世界〜（茨博士）
- ルパン三世 カリオストロの城 -再会-（次元大介）

1998年
- AZITO2（ドッカー下級戦闘員）
- EVE The Lost One（ロメオス大司教）
- SDガンダム GGENERATION（1998年 - 2025年、エギーユ・デラーズ、ジレ・クリューガー） - 14作品
- 機動戦士ガンダム ギレンの野望（エギーユ・デラーズ）
- せがた三四郎 真剣遊戯（ナレーション）
- 立体忍者活劇 天誅（ナレーション）

1999年
- 立体忍者活劇 天誅 忍凱旋（佐々木半兵衛、ナレーション）
- 勇者王ガオガイガー BLOCKADED NUMBERS（ナレーション）

2000年
- 裏技麻雀〜これって天和ってやつかい〜（スダレ）
- 機動戦士ガンダム ギレンの野望 ジオンの系譜（エギーユ・デラーズ）
- サンライズ英雄譚R（第7話予告ナレーション）
- ブレイブサーガ2（勇者王ガオガイガーのナレーション）

2001年
- ザ・警察官2 全国大追跡スペシャル（ナレーション）
- スーパーロボット大戦α（エギーユ・デラーズ）
- 零 zero（高峰準星）
- ルパン三世 THE SHOOTING（次元大介）

2002年
- 機動戦士ガンダム ギレンの野望 ジオン独立戦争記（エギーユ・デラーズ）
- ルパン三世 魔術王の遺産（次元）

2003年
- 機動戦士ガンダム めぐりあい宇宙（エギーユ・デラーズ）
- ゲゲゲの鬼太郎 異聞妖怪奇譚（バックベアード）
- ゲゲゲの鬼太郎 逆襲!妖魔大血戦
- サムライスピリッツ零（柳生十兵衛）
- SUNRISE WORLD WAR Fromサンライズ英雄譚（デラーズ、グレゴルー）
- 第2次スーパーロボット大戦α（ジレ・クリューガー、勇者王ガオガイガーのナレーション）
- 天誅 参（ナレーション）
- FATAL FRAME 零 SPECIAL EDITION（高峰準星）
- ルパン三世 海に消えた秘宝（次元大介）

2004年
- サムライスピリッツ零SPECIAL（柳生十兵衛）
- 天誅 紅（ナレーション）
- どろろ（寿海、ナレーション）
- みんなのGOLF ポータブル（ブリッツ）
- ルパン三世 コロンブスの遺産は朱に染まる（次元大介）

2005年
- COBRA THE ARCADE（クリスタル・ボーイ）

2006年
- Another Century's Episode 2（エギーユ・デラーズ、ナレーション）
- テイルズ オブ ザ テンペスト（ヴィンセント・ブリッジス）
- 天誅 千乱（ナレーション）

2007年
- ひぐらしのなく頃に祭 カケラ遊び（暇潰し編 お疲れさま会ナレーション）
- みんなのGOLF ポータブル2（ブリッツ）
- ライオットアクト（ナレーション）
- ルパン三世 ルパンには死を、銭形には恋を（次元大介）

2008年
- 俺たちのサバゲー PORTABLE
- 機動戦士ガンダム ギレンの野望 アクシズの脅威（エギーユ・デラーズ）
- クレヨンしんちゃん 嵐を呼ぶ シネマランド カチンコガチンコ大活劇!
- スーパーロボット大戦A PORTABLE（エギーユ・デラーズ）
- 天誅 4（ナレーション）

2009年
- 機動戦士ガンダム ギレンの野望 アクシズの脅威V（エギーユ・デラーズ）
- スーパーロボット大戦NEO（皇帝）

2010年
- ルパン三世 史上最大の頭脳戦（次元大介）

2011年
- 機動戦士ガンダム オンライン（デラーズ）
- 機動戦士ガンダム 新ギレンの野望（エギーユ・デラーズ）
- 第2次スーパーロボット大戦Z 破界篇 / 再世篇（2011年 - 2012年、グレゴルー・ガロッシュ） - 2作品
- Deus Ex（ヒュー・ダロウ）

2013年
- スーパーロボット大戦Operation Extend（グレゴルー・ガロッシュ）
- ディズニーインフィニティ（リック・ディッカー）

2014年
- クレヨンしんちゃん 嵐を呼ぶ カスカベ映画スターズ!（ジャスティス・ラブ）
- 三国志英歌

2015年
- ひぐらしのなく頃に粋（ナレーター）

2016年
- ワールド オブ ファイナルファンタジー（オーディン）

### 吹き替え

#### 映画（吹き替え）
- 愛されちゃって、マフィア（トニー・“ザ・タイガー”・ルッソ〈ディーン・ストックウェル〉）※機内上映版[168]
- 愛に向って走れ（ルディー・ポッツ〈ジェイ・O・サンダース〉）
- アウト・フォー・ジャスティス（ドン・ビットリオ）※テレビ朝日版
- アウトランダー（ロスガー王〈ジョン・ハート〉）
- アウトランド（モントーン巡査〈ジェームズ・B・シッキング〉）
- アクション・ジャクソン/大都会最前線（デラプレイン〈クレイグ・T・ネルソン〉）
- ア・フュー・グッドメン（ネイサン・R・ジェセップ大佐〈ジャック・ニコルソン〉[169]）
- アフリカ大空輸（アル・ポーランド〈ウィリアム・マーシャル〉）
- アラクニッド（サミュエル・レオン博士）
- アラビアのロレンス（アーチボルト・マーレイ将軍〈ドナルド・ウォルフィット〉）※テレビ朝日版
- アラモ（ナレーション）
- アルカトラズからの脱出（イングリッシュ〈ポール・ベンジャミン〉[170]）※テレビ朝日版
- アンタッチャブル（アル・カポネ〈ロバート・デ・ニーロ〉[171]）※フジテレビ版
- イエスマン “YES”は人生のパスワード（テレンス・バンドリー〈テレンス・スタンプ〉）
- 怒りの河（エマーソン・コール〈アーサー・ケネディ〉）※テレビ朝日版
- 怒りの荒野（ワイルド・ジャック〈アル・ムロック〉）※テレビ朝日版
- イスタンブール特急（シェバル〈ジョン・サクソン〉）
- 1911（奕劻〈ウェイ・ツォンワン〉）
- いとこのビニー（ジム・トロッター〈レイン・スミス〉）
- イングロリアス・バスターズ（ナレーション〈声：サミュエル・L・ジャクソン〉）
- インディ・ジョーンズ/魔宮の伝説（ラオ・チェ〈ロイ・チャオ〉[172]）※ソフト版
- ヴァン・ダム IN コヨーテ（ジョニー・シックス・トウ〈ダニー・トレホ〉）
- ヴィドッグ（ロートレンヌ〈アンドレ・デュソリエ〉）
- ウエスタン（シャイアン〈ジェイソン・ロバーズ〉）※テレビ朝日版、（モートン〈ガブリエーレ・フェルツェッティ〉[173]）※ソフト版
- エア★アメリカ（ダヴェンポート上院議員〈レイン・スミス〉）※日本テレビ版
- エクスカリバー (1981年の映画)（コンウォール〈コリン・レッドグレイヴ〉）
- エクスカリバー (1997年の映画)（アーサー王〈エドワード・フォックス〉）
- エクスタミネーター（ダルトン警部〈クリストファー・ジョージ〉）※テレビ東京版
- エル・シド（オルドニェス伯爵〈ラフ・ヴァローネ〉）※フジテレビ版
- エレクトラ（スティック〈テレンス・スタンプ〉[174]）
- OK牧場の決斗（ジョニー・リンゴ〈ジョン・アイアランド〉[175]）※テレビ東京版
- 黄金の七人（アドルフ〈ガストーネ・モスキン〉）※テレビ朝日版
- 黄金無頼（フィデル・ラミレス〈ジョージ・マーティン〉）
- オスカー（バーニー〈アーネスト・ボーグナイン〉）
- 男と女 人生最良の日々（ジャン・ルイ〈ジャン＝ルイ・トランティニャン〉[176]）
- オリエント急行殺人事件（フォスカレリ〈デニス・クイリー〉）
- カーツーム ※NETテレビ版
- 怪奇!吸血人間スネーク（コーゲン〈ティム・オコナー〉[177]）
- 課外教授（マクドル教頭〈ロック・ハドソン〉）
- 片腕カンフー対空とぶギロチン（ナレーション）
- 片腕ドラゴン（ハン〈マー・チ〉）※ソフト版
- カットスロート・アイランド（ドーグ〈フランク・ランジェラ〉）※ソフト版
- カナディアン・エクスプレス（ネルソン〈ジェームズ・B・シッキング〉）※テレビ朝日版
- ガルシアの首（サペンスリー〈ロバート・ウェッバー〉）
- 眼下の敵（ハイニ先任士官〈セオドア・ビケル〉）※テレビ朝日版
- ガンジー ※フジテレビ版
- キー・ラーゴ（ラルフ・フィーニー）
- 騎兵隊最後の砦 ※TBS版
- 恐怖の岬（チャーリー・シーバース〈テリー・サバラス〉）※テレビ朝日版
- 巨大蟻の帝国（ダン・ストークリー〈ロバート・ランシング〉）日本テレビ版
- キラー・エリート（ロッケン〈ジェームズ・カーン〉）
- 空軍大戦略（スキッパー少佐〈ロバート・ショウ〉）
- グッドナイト&グッドラック（エドワード・R・マロー〈デヴィッド・ストラザーン〉[178]）
- グリズリー（マイケル・ケリー〈クリストファー・ジョージ〉）
- グレートレース（ロルフ・フォン・ステュッペ男爵〈ロス・マーティン〉）※テレビ朝日版
- グロムバーグ家の人々（ミッチェル・グロムバーグ〈カーク・ダグラス〉）
- 決死圏SOS宇宙船（マーク・ニューマン〈ジョージ・シーウェル〉）
- 訣別の街（フランク・アンセルモ〈ダニー・アイエロ〉）
- 拳銃の報酬（モリアリティ〈ルー・ギャロ〉）
- ゴールデン・チャイルド（サード・ナンスパ〈チャールズ・ダンス〉[179]）※フジテレビ版
- 氷の微笑（タルコット〈チェルシー・ロス〉）※日本テレビ版
- コンドル（ヒギンズ〈クリフ・ロバートソン〉）※テレビ朝日新録版
- サイレント・ランニング（アンダーソン）
- さすらいの一匹狼（ガス〈ジョージ・マーティン〉）
- さすらいのガンマン（ダンカン〈アルド・サンブレル〉）
- ザ・デプス（レイドロー〈トーリン・ブラック〉）
- 猿の惑星シリーズ
  - 猿の惑星（トーマス・ドッジ中尉〈ジェフ・バートン〉）※TBS版
  - 猿の惑星・征服（マクドナルド〈ハリー・ローデス〉[180]）
  - 最後の猿の惑星（ブルース・マクドナルド〈オースティン・ストーカー〉）
- ジェット・ローラー・コースター（サイモン・ダヴェンポート〈ヘンリー・フォンダ〉）※ソフト版
- シェイクダウン（リッチー・マークス〈サム・エリオット〉）※テレビ東京版
- 地獄の女囚コマンド（マイケル・バルトス〈オリヴァー・リード〉）
- シャイアン（ダル・ナイフ〈ギルバート・ローランド〉）※NHK版
- シュランケン・ヘッド/アメリカの怪談（スマトラ）
- ジョーズ3（カルヴィン・ボーチャード〈ルイス・ゴセット・ジュニア〉）
- 城塞の決闘（ゴンサグ〈フランソワ・ショーメット〉）※TBS版
- 勝利なき戦い（フランクリン二等兵〈ウディ・ストロード〉）
- 少林寺（ナレーション）※劇場公開版
- シルバー・サドル 新・復讐の用心棒（トーマス・バレット・シニア）
- 新・夕陽のガンマン/復讐の旅（ウォルコット〈マリオ・ブレガ〉[181]）
- 侵略戦線（ロベルト・ロッカ〈ラフ・ヴァローネ〉）
- スーパー・マグナム（ナレーション）※テレビ朝日版
- 推定無罪（レイモンド・ホーガン〈ブライアン・デネヒー〉[182]）※ソフト版
- スカイ・ファイター/地獄の最終指令（ブレスロー将軍〈コービン・バーンセン〉）※テレビ東京版
- 素顔のままで（デヴィッド・ディルベック〈バート・レイノルズ〉）※テレビ朝日版
- スコルピオ（アンダーソン〈ジョン・コリコス〉[183]）
- スターマン/愛・宇宙はるかに（ジョージ・フォックス〈リチャード・ジャッケル〉）
- スタンピード（アレクサンダー・ボーウェン〈ブライアン・キース〉）※TBS版
- ストライク・コマンドー（ハリマン少佐）
- スナッチ（ブリックトップ）※ソフト版
- スピード・レーサー（トゴカーン社長〈伊川東吾〉）
- スペースインベーダー（ウィルソン将軍〈ジェームズ・カレン〉）
- ゼイリブ（フランク〈キース・デイヴィッド〉）
- セッション9（ゴードン・フレミング〈ピーター・マラン〉）
- 潜航決戦隊（デューイ・コナーズ少佐〈ダナ・アンドリュース〉）※フジテレビ版
- セント・アイブス（ディール〈ハリー・ガーディノ〉）※フジテレビ版
- 続・黄金の七人 レインボー作戦（アドルフ〈ガストーネ・モスキン〉[184]）
- 続・夕陽のガンマン（北軍指揮官）
- 底抜けふんだりけったり（プレストン〈ジェラルド・モール〉）※フジテレビ版
- 訴訟（ゲッチェル博士〈フレッド・トンプソン〉）
- 空かける強盗団（スレイド〈クロード・エイキンス〉）
- 対決（ヴァラチェフ大佐〈ユルゲン・プロホノフ〉）※VHS版
- 大統領の陰謀（ベン・ブラッドリー〈ジェイソン・ロバーズ〉[185]）
- 大列車強盗（カルフーン〈クリストファー・ジョージ〉）※テレビ朝日版
- 倒れるまで（ターキー〈ハンフリー・ボガート〉）
- 奪還 DAKKAN -アルカトラズ-（レスター・マッケンナ死刑囚〈ブルース・ウェイツ〉）
- 旅（メジャー・スーロフ〈ユル・ブリンナー〉）※NHK版
- 007/ユア・アイズ・オンリー（ミロス・コロンボ〈トポル〉[186]）※TBS版
- ダブルボーダー（ポール・ハケット少佐〈マイケル・アイアンサイド〉）
- タンゴ（ヴァンサン〈リシャール・ボーランジェ〉）
- チキンハート・ブルース（ケニー〈トム・ウェイツ〉）
- 追憶（ホワイティ・クラウス〈ジーン・エヴァンス〉）※テレビ朝日版
- 冷たい雨に撃て、約束の銃弾を（フランシス・コステロ〈ジョニー・アリディ〉）
- D-TOX（ドク〈クリス・クリストファーソン〉）※テレビ東京版
- デリンジャー（ジョン・デリンジャー〈ウォーレン・オーツ〉）※テレビ東京版
- 電撃脱走 地獄のターゲット（ハリー〈オリヴァー・リード〉）
- ドイツ戦車軍団撃滅作戦（マーウェル伍長〈モーリス・ポリ〉）
- ドクター・ドリトル（虎のジェイク〈アルバート・ブルックス〉）
- 特攻大作戦（ジョセフ・T・ウラディスロー〈チャールズ・ブロンソン〉）
- ドラゴンスレイヤー（剣士ティリアン〈ジョン・ハラム〉[187]）
- トレマーズシリーズ（バート・ガンマー〈ガマー〉〈マイケル・グロス〉）※ソフト版
  - トレマーズ[188]
  - トレマーズ2
  - トレマーズ3
- 永遠に美しく…（医師〈シドニー・ポラック〉）※日本テレビ版
- ドン・ボスコ（カロッソ神父）
- ナイトホークス（フォックス〈ビリー・ディー・ウィリアムズ〉）※フジテレビ版
- 情無用のジャンゴ（テンプラー〈ミロ・ケサダ〉）
- ニア・ダーク/月夜の出来事（ジェシー・フッカー〈ランス・ヘンリクセン〉）
- 2300年未来への旅（ボックス〈ロスコー・リー・ブラウン〉）
- ニューヨーク1997（ニューヨークのデューク〈アイザック・ヘイズ〉）
- ネイビー・シールズ（スティンソン）※VHS版
- ネットフォース（スティーヴ〈クリス・クリストファーソン〉）※ソフト版
- ネバダ・スミス（ビル・ボードリー〈アーサー・ケネディ〉）※フジテレビ版
- 狙われた女スパイ/地獄の逃避行（クイン〈マイケル・アイアンサイド〉）
- バード・オン・ワイヤー（ソレンソン〈デビッド・キャラダイン〉[189]）※テレビ朝日版
- バイオ・エイリアン/新種誕生（ロジャー・リヴァリング〈ジョン・ヴァーノン〉）
- パイレーツ・オブ・カリビアン/ワールド・エンド（ティーグ・スパロウ〈キース・リチャーズ〉）
- パイレーツ・オブ・カリビアン/生命の泉（ティーグ・スパロウ〈キース・リチャーズ〉[190]）
- 墓石と決闘（ジミー・ブライアン）
- 白鯨（スタッブ〈ハリー・アンドリュース〉）※TBS版
- バックドラフト（ドナルド・リムゲイル〈ロバート・デ・ニーロ〉[191]）※ソフト版
- バット★21（ジョージ・ウォーカー大佐〈ジェリー・リード〉）※TBS版
- パピヨン（クルジオ〈ウッドロー・パーフリー〉）※フジテレビ版
- バラキ（トニー・ベンダー〈グイド・レオンティーニ〉）※テレビ朝日版
- ハリーとヘンダスン一家（ラフラー〈デヴィッド・スーシェ〉）※TBS版
- バルジ大作戦（ディーペル少佐〈カール＝オットー・アルベルティ〉）※テレビ朝日版
- 必殺!少林寺武芸帳（ポー〈カム・コン〉）
- ヒッチャー（エストリッジ警部〈ジェフリー・デマン〉）
- ビーチレッド戦記（ゴールドバーグ従軍記者〈ジーン・ブレイクリー〉）※テレビ朝日版
- ビバリーヒルズ・コップ2（ジョン・タガート〈ジョン・アシュトン〉[192]）※フジテレビ版
- ピンク・キャデラック（ウェイクロス〈ジョン・デニス・ジョンストン〉）※ソフト版
- ファイナル・カウントダウン（リチャード・T・ウォーレンス中佐〈ジェームズ・ファレンティノ〉）※フジテレビ版
- ファイナルファンタジー（シド博士〈声：ドナルド・サザーランド〉）
- FAIL SAFE 未知への飛行（ボーガン大将〈ブライアン・デネヒー〉）
- 復讐の用心棒（ペコス・マルティネス〈ロバート・ウッズ〉）
- ブッシュ（ジョージ・H・W・ブッシュ〈ジェームズ・クロムウェル〉）
- 船の女（マリオ・コンスタンス〈ペドロ・アルメンダリス〉）※NHK版
- フライングハイ（レックス・クレイマー機長〈ロバート・スタック〉）
- フラッシュ・ゴードン（ミン皇帝〈マックス・フォン・シドー〉）※テレビ朝日版
- フラッド（ジム〈モーガン・フリーマン〉[193]）※ソフト版
- ブラドック/地獄のヒーロー3（ジェームス・ブラドック大佐〈チャック・ノリス〉[194]）
- ブルーサンダー（ジャック・ブラドック警部〈ウォーレン・オーツ〉）※フジテレビ版
- ブレス・ザ・チャイルド（グリソム司教〈イアン・ホルム〉）
- プロジェクト・イーグル（アドルフ〈アルド・サンブレル〉）※ソフト版
- 蛇女の脅怖（マレー人〈マーン・メイトランド〉）※NET版
- ベン・ハー（ポンティウス・ピラト、ナレーション）※フジテレビ版
- ボーン・アルティメイタム（エズラ・クレイマー〈スコット・グレン〉）※フジテレビ版
- 暴力帝国（チャーリー〈フォレスト・タッカー〉）
- 北海の果て（ゼブ・ケネディ〈リチャード・バートン〉）
- 微笑みに出逢う街角（ジョン〈ピート・ポスルスウェイト〉）
- マイ・ビューティフル・ジョー（ジョージ〈イアン・ホルム〉）
- マスク・オブ・ゾロ（三本指のジャック〈L・Q・ジョーンズ〉）※日本テレビ版
- マッドマックス2（パッパガーロ）※フジテレビ版
- ミズーリ横断（アイアンシャーツ〈リカルド・モンタルバン〉）
- Mr.Boo!ミスター・ブー（強盗団ボス〈シー・キエン〉[195]）
- ミニミニ大作戦（カンプ・フレディ〈トニー・ベックリー〉）※機内上映版
- ミュータント・タートルズ（スプリンター〈ケビン・クラッシュ〉）※VHS版
- 無防備都市（フランチェスコ）※テレビ東京版
- めまい（エルスター〈トム・ヘルモア〉[196]）※テレビ朝日版
- メン・イン・ブラック2（ピーター・グレイブス〈本人〉）※劇場公開版
- モブスターズ/青春の群像（ドン・ファレンザーノ〈マイケル・ガンボン〉）
- ヤングマスター 師弟出馬（ウォン署長〈シー・キエン〉[197]）※ソフト版
- 勇気ある目撃者（ビル〈ジェームズ・ファレンティノ〉）
- 48時間PART2/帰って来たふたり（カークランド・スミス〈バーニー・ケイシー〉）※フジテレビ版
- ラスト・シューティスト（プルフォード〈ヒュー・オブライエン〉）※テレビ朝日版
- リオ・ブラボー（ジョー〈クロード・エイキンス〉）※テレビ朝日新録版
- リベンジ・コップ/地獄の追跡者（モールズ〈エド・ローター〉）
- ルーキー（ストロム〈ラウル・ジュリア〉）※ソフト版
- ルパン（ドルー・スビーズ公爵）
- ロード・オブ・ザ・リング/王の帰還（アングマールの魔王）
- ロサンゼルス（ニューヨーク警視総監、ドナルド・ケイ）※テレビ朝日版
- ロビン・フッド（マイルズ・フォルカネ卿〈ユルゲン・プロホノフ〉）
- 鷲は舞いおりた（クラレンツ・ピッツ大佐〈ラリー・ハグマン〉、ナレーター〈パトリック・アラン〉）
- 私が愛したギャングスター（トニー・ブレイディ）

#### ドラマ
- アイ・スパイ（アレキサンダー・スコット〈ビル・コスビー〉）※テレビ東京版
- アウター・リミッツ（ポール・ポラード、エック、ピーター・ウェイン、ランドルフ・E・ブランチ、アイガー）
- 悪魔の手ざわり #1（アーサー・ランドール）
- ER緊急救命室 シーズン2 #17（ボウマン〈ビル・コッブス〉）
- インディ・ジョーンズ/若き日の大冒険（ニベル）
- インベーダー（バクスター〈レイモンド・サン・ジャック〉）
- WITHOUT A TRACE/FBI 失踪者を追え!2 #8（フィン）
- 宇宙家族ロビンソン「謎のコレクター　その1、その2」（ハンター〈マイケル・レニー〉）
- エア・アメリカ（ジェナー）
  - 特務指令
  - ラスト・エージェント
- エンジェルス・イン・アメリカ（ロイ・コーン〈アル・パチーノ〉）
- 奥さまは魔女 ※TBS版
- 俺がハマーだ![198]
- 疑惑（スタンバー〈ミッチェル・ライアン〉）
- 刑事コロンボシリーズ
  - 刑事コロンボ 第三の終章（ジェフリー・ニール〈ジャック・オービュション〉）
  - 新・刑事コロンボ 影なき殺人者（ヒュー・クライトン〈ダブニー・コールマン〉）
- 刑事スタスキー&ハッチ シーズン1 #1（ウィルバー・スローン）、#11（レオ・ムーン）
- コールドケース3 #21（ノア・プール〈現在〉〈ピーター・グレイブス〉）
- 氷の家（コリン・レッドグレイヴ）
- コンバット! #74（キーリー軍曹〈ネヴィル・ブランド〉）
- ザ・シークレット・ハンター（コントロール）
- 猿の惑星（ウルコー将軍）
- サン・オブ・ザ・モーニング・スター/悲劇の将軍カスター（シェリダン〈ディーン・ストックウエル〉）※NHK版
- CSI:科学捜査班シリーズ
  - CSI:3 科学捜査班（ロバート・カーバロCSI部長〈ボブ・ガントン〉）
  - CSI:10 科学捜査班（バーニー・ナッシュ）
  - CSI:11 科学捜査班（ヘンリー・ギブソン〈ヘンリー・G・サンダース〉）
  - CSI:12 科学捜査班（スタン・リチャードソン〈マイケル・マッシー〉）
- CSI:マイアミ4（デヴィッド・パークFBI捜査官〈ランス・レディック〉）
- シークエスト（ジャック・クレイトン大佐〈ヤフェット・コットー〉）
- ジェシカおばさんの事件簿
  - シーズン1 #16（サンティーニ〈アレックス・ロッコ〉）
  - シーズン2 #1（グリーンバーグ〈ハワード・ヘスマン〉）、#15（ボナー〈スチュアート・ホイットマン〉）
  - シーズン3 #11（バン・ストッター〈ガイ・ストックウェル〉）
- 新アウターリミッツ（ロバート・ヴィテール〈ラリー・ドレイク〉）
- 新黒馬物語 第2話「羊どろぼう」（アームストロング〈マイケル・カルバー〉）
- 新スタートレック（カイル・ライカー〈ミッチェル・ライアン〉、ライカー副長の実父）
- 新スパイ大作戦 海底3000フィートの告白（エドガー・シェパード提督〈ミッチェル・ライアン〉）
- スーパーマン（クラーク・ケント〈ジョージ・リーヴス〉）※TV再放送版
- スタートレック:エンタープライズ（ゼフラム・コクレーン）
- スパイ大作戦
  - 刑務所突破大作戦（後編）（検問所の将校）
  - 録音ワイヤーは何処だ（少年の父親）
  - 幽霊を呼べ!!（ドールアの声）
  - 地下よりの脱出（コーピック）
  - 脱出口（ポール・レバール）
  - ヒスイの印璽（コンウェイ）[注釈 10]
  - スリラー作戦（カーニー）
  - ニトロで脱獄（ジェナブ）
  - 市街大追跡（ヒビング）
  - 王冠すりかえ大逆転（スティーブンス）
- 青春の城 コビントン・クロス（参謀〈ブルース・リディントン〉）
- 0011ナポレオン・ソロ（ゼット、グレゴリ・バレッティ、クロード・エイキンズ、メイプル、レオン、フランク・カリアーゴ、クフ大統領、ザーク、バランドロス）
- 大草原に還る日（査干:寧才）
- タイムトンネル　#23「マルコ・ポーロ」の謎　(バトゥ<アーサー・バタニデス>)
- ダンディ2 華麗な冒険 #1（ロバート・デュポン）、#10（プリチーノ）
- 探偵マイク・ハマー シーズン3（マイク・ハマー〈ステイシー・キーチ〉）[注釈 11]
- 地上最強の美女たち!チャーリーズ・エンジェル
  - シーズン1 #1（ジーン・ウェルズ〈ドン・ゴードン〉）
  - シーズン3 #1・2（エド・スローカム〈マイケル・コンラッド〉）
- 地上最強の美女バイオニック・ジェミー シーズン1 #12（グレゴリー主任捜査官）
- チャーリー・ジェイド（ジリアス・ガルト〈ダニー・キーオ〉）
- 電撃スパイ作戦 #2（元ナチのハラー中尉）、#21（ラヴグローヴ〈クリントン・グレイン〉）、#27（レイヴァン〈マイケル・プラット〉）、#28（ジョス大尉〈マイケル・ガフ〉）
- 逃亡者 #113「護送」（エメリー・ダルトン副保安官〈パーシー・ロドリゲス〉）
- 特捜刑事マイアミ・バイス
  - シーズン2 #4（デヴィッド・ジョーンズ〈クリーヴァント・デリックス〉）
  - シーズン3 #14（ヴィクター・バスケス）、#24（クラウス・ヘルツォーグ〈ジェローン・クラッベ〉）
- ドクタークイン 大西部の女医物語（キッド・コール〈ジョニー・キャッシュ〉）
- 特攻野郎Aチーム
  - シーズン3 #12（ディーク・ローガン）
  - シーズン4 #17（ウェイド・ブラックバーン）
- ナイトシフト3 真夜中の救命医（クライヴ〈ランス・ヘンリクセン〉）
- ナイトライダー（オープニングナレーション、シーズン1 #1〜17のエンドナレーション、日本版最終話でのオリジナルエンディングナレーション）
- 遥かなる西部 第1話「勇士」（レイム・ビーバー〈マイケル・アンサラ〉）
- HAWAII FIVE-0 シーズン3 #15（カート・ストナー〈ピーター・ウェラー〉）
- 美女と野獣 第9話「父の秘密」（ヘンリー〈ポール・グリーソン〉）
- 秘密指令S（カーティス・セレステ）
- ヒューストン・ナイツ #25（チャーリー・ボープレ〈アンドレアス・カツーラス〉）
- ヒロシマ 原爆投下までの4か月（首席補佐官ウィリアム・レーヒ大将）
- プリズナーNo.6 チェックメイト（No.2〈ピーター・ウィンガード〉）
- ブルーライト作戦 #3（ドイツ軍将校）
- ベイウォッチ「ワルはたたき直せ！」
- 辺境の谷（ローガン〈クロード・エイキンス〉）※NHK版
- ベン・ケーシー（タイトルコールナレーション）
- ホテル・バビロン（ウィルトシャー）
- マッコイと野郎ども（E・J・カーンズ）
- MAD MEN シーズン4 #10（ロバート・プライス）
- ミス・ケイトの冒険「爆発の赤信号」（ベネット〈ピーター・ドゥナット〉）
- ミステリーゾーン4
  - #2「海底の墳墓」（ベル艦長〈マイク・ケリン〉）
  - #6「幻の宇宙船」（メイスン少尉〈ロス・マーティン〉）
- ミステリー・ゾーン5 #13「指輪の中の顔」（ジェントリー〈ハンク・パターソン〉）
- 名探偵ポワロ
  - 海上の悲劇（ファウラー船長〈ベン・アリス〉）
  - 愛国殺人（アンベリオティス〈ケヴォーク・マリキャン〉）
- 名探偵モンク4 #9（ジャック・モンク〈ダン・ヘダヤ〉）
- メンタリスト（ブレット・スタイルズ〈マルコム・マクダウェル〉）
- メントーズ（アレクッス・ダミコ）
- ヤングライダーズ（ウィリアム・トムキンス）
- リンコ（ヤマナカさん〈ジョージ・タケイ〉）
- レリックハンター〜秘宝を探せ「カリフォルニアの旗」（ジェイク〈ドン・フランクス〉）
- レバレッジ 〜詐欺師たちの流儀（ジミー・フォード〈トム・スケリット〉）
- ROME［ローマ］（グナイウス・ポンペイウス・マグヌス〈ケネス・クラナム〉）
- 世にも不思議なアメージング・ストーリー シーズン1 #6（チャーリー・スポータ〈リチャード・メイサー〉）
- ワイオミングの兄弟（スリーブ〈ベン・ジョンソン〉）

#### 海外人形劇
- 海底大戦争 スティングレイ 最高殊勲者トロイ艦長（ヌセラ）
- キャプテン・スカーレット 鐘は13なった!
- サンダーバード
  - SOS原子旅客機（ノーマン所長）
  - 原子力機・ファイアーフラッシュ号の危機（ノーマン所長）
  - 秘密作戦命令（ノーマン所長）
  - 魅惑のメロディ（マシューズ・フィールド基地司令官）
  - すばらしいクリスマス・プレゼント（コラルビル子供病院院長プリングル）
- ジョー90
  - 連続ジェット機墜落のなぞ（アントン）
  - 地獄の生き埋め（ロリンズ）
  - 世界一の金庫破り（看守、国境の警備兵）
  - 死のテストパイロット（ジム・グラント）
  - 戦慄の脱獄囚（エディ）
  - 海上大爆発（ジョンストン・ウェブ）
  - 恐怖の爆弾トラック（ジョンソン二等兵）
  - 魔神ビラギラの呪い（神）
  - すばらしい誕生日（ジョンソン二等兵）
- スーパーカー 脱獄囚（レッド・ジェームズ）※フジテレビ版
- ロンドン指令X 国王暗殺計画（ムルドビア皇太子）

#### アニメ
- アドベンチャー・タイム（アイスプレジデント）
- X-MEN（フォージ）
- エル・ドラド 黄金の都（コルテス）
- オリバー ニューヨーク子猫ものがたり（ロスコー）
- キャプテン・ファドム
- ザ・シンプソンズ（カング〈初代〉、語り）
- サムライジャック（盗賊[注釈 12]）
- 進めや進め!スモーキー（スモーキー・ベア）
- 大魔王シャザーン（シャザーン）
- トータリー・スパイズ!（ジェリー・レウィス）
- トムとジェリー
- ドルーピー（オオカミ〈2代目〉）
- バットマン（ジョーナ・ヘクス）
- マイティ・ハーキュリー（ハーキュリー〈2代目〉、デッタラス、鉄仮面）
- Mr.インクレディブル（リック・ディッカー）
- ミュータント・タートルズ（スプリンター）※東和ビデオ版

### 人形劇
- ひげよさらば（ハリガネ）
- ひょっこりひょうたん島（イカレポンチB）

### 特撮
1959年
- 鉄腕アトム (実写版)（ZZZ団員）

1967年
- 光速エスパー（ギロン星人の声）

1968年
- 河童の三平 妖怪大作戦（ナレーション）

1971年
- 宇宙猿人ゴリ→宇宙猿人ゴリ対スペクトルマン（宇宙猿人ゴリの声〈初代〉、第19話・第20話のラジオアナウンサーの声）

1972年
- 快傑ライオン丸（ゴースンの声）
- 超人バロム・1（木戸刑事） 

1973年
- 風雲ライオン丸（マントルゴッドの声）
- 流星人間ゾーン（ナレーション）

1976年
- 円盤戦争バンキッド（グザレ司令の声）

1978年
- UFO大戦争 戦え! レッドタイガー（フラー指揮官の声）

1987年
- 仮面ライダーBLACK（1987年 - 1988年、ナレーター〈第1話 - 第39話〉）

1988年
- 劇場版 仮面ライダーBLACK 鬼ヶ島に急行せよ（ナレーター）
- 劇場版 仮面ライダーBLACK 恐怖!悪魔峠の怪人館（ナレーター）

1992年
- 大予言/復活の巨神（ナレーション）

1995年
- 超力戦隊オーレンジャー（バラダーツの声）

1996年
- 激走戦隊カーレンジャー（VRVマスターの声）

1998年
- 星獣戦隊ギンガマン（デギウスの声）

2002年
- ウルトラマンコスモス2 THE BLUE PLANET（特報ナレーション）

2010年
- 大魔神カノン（フクマツの声）

2011年
- 仮面ライダーオーズ/OOO（劇中劇ナレーション）

2012年
- 宇宙刑事ギャバン THE MOVIE（ナレーション）

### ラジオ
- ソニー・ミュージック・ラボラトリー（ディスクジョッキー）

### ラジオドラマ
- オールナイトニッポンスペシャル 仮面ライダー10号誕生記念・石森章太郎のオールナイトニッポン内のラジオドラマ『仮面ライダーZX』（暗闇大使）
- ヤマトよ永遠に（スカルダート）
- ラジオドラマ・播磨灘物語（1975年、KBC・九州朝日放送）

### ドラマCD
- 電撃CD文庫 サムライスピリッツ（柳生十兵衛）
- ガ王 勇者王誕生! 10連発!!（「勇者王誕生!歌唱指導付カラオケ」の歌唱指導ナレーション）
- 創竜伝（田母沢篤）
- フラワーショップへようこそ 〜月下美人の囁き〜（周防慶一郎）
- PON!とキマイラ 学園天国篇（キャスター）
- 勇者王ガオガイガーシリーズ
  - スペシャルドラマ1 〜サイボーグ誕生〜（ナレーター）
  - スペシャルドラマ2 〜ロボット闇酷冒険記〜（ナレーター）
  - スペシャルドラマ3 〜最強勇者美女軍団〜（高之橋良輔博士、予告ナレーター）
  - スペシャルドラマ4 〜ID5は永遠に…〜（ナレーター）

### テレビドラマ
- あすをつげる鐘「わが道をゆく 福沢諭吉」
- 陰陽師☆安倍晴明〜王都妖奇譚〜（ナレーション）
- 鞍馬天狗
- 子連れ狼〈第1部・第2部〉（ナレーション）
- 佐々木夫妻の仁義なき戦い（ナレーション）
- 3.11 その日、石巻で何が起きたのか〜6枚の壁新聞（ナレーション）
- 三匹の侍 第5シリーズ 第18話「つわものの夢」（室木一馬）
- 時空警察PART3（声の出演）
- 新幹線公安官 第1シリーズ（ナレーター）
- 西部警察シリーズ（ナレーション）
- 大都会シリーズ（ナレーション、PARTII第52話の警察無線の声、PARTII第35話および第52話ではニュースキャスター役でカメオ出演）
- 闘え!ドラゴン（黒い豹の声）
- 同心暁蘭之介（ナレーション）
- ドラゴン桜（ナレーション）
- ナイトライダー（ナレーション）
- 二百三高地 愛は死にますか（ナレーター）
- ニュードキュメンタリードラマ昭和 松本清張事件にせまる（第5回ナレーター）
- 松本清張の小さな旅館（ナレーター）
- 妖怪人間ベム（ナレーター）
- ロト6で3億2千万円当てた男の悲劇（ナレーター）
- ゴリラ・警視庁捜査第8班（次回予告ナレーション）
- 代表取締役刑事（次回予告ナレーション）
- ホワイト・ラボ〜警視庁特別科学捜査班〜（ナレーション）
- 声優探偵（番組ナレーター[200]）
- しろめし修行僧（語り）

### 映画
- 映画 妖怪人間ベム（ナレーション）
- 男はつらいよ 夜霧にむせぶ寅次郎（アバンタイトルの寅次郎の夢のシーンのナレーション）
- キクとイサム
- 激動の昭和史 沖縄決戦（ナレーター[201]）
- 激動の昭和史 軍閥（ナレーション）
- ゴジラvsビオランテ（予告編ナレーション）[12]
- ゴジラvsキングギドラ（予告編ナレーション）[12]
- ゴジラvsモスラ（予告編ナレーション）[12]
- ゴジラvsメカゴジラ（予告編および本編のナレーション）[12]
- ゴジラvsスペースゴジラ（予告編ナレーション）[12]
- ゴジラvsデストロイア（予告編ナレーション）[12]
- Summer Nude（ナレーション）
- 魁!!クロマティ高校THE★MOVIE（宇宙猿人ゴリの声）

### ナレーション

#### バラエティ他
NHK
- 探偵Xからの挑戦状!3
- 石原裕次郎の旅〜日本縦断“西部警察”の舞台裏紀行〜

日本テレビ
- Cの嵐!
- Dの嵐!
- Gの嵐!
- 嵐の宿題くん
- 週刊オリラジ経済白書
- 太田光の私が総理大臣になったら…秘書田中。
- 驚き!謎マネー100連発・世間を騒がすアノ値段一挙公開スペシャル
- ダウンタウンのガキの使いやあらへんで!! - 不定期
- 徳光&所のスポーツえらい人グランプリ
- マジカル頭脳パワー!! - マジカルミステリー劇場

TBSテレビ
- ウンナンの桜吹雪は知っている - 中期から最終回
- 最強の男は誰だ!壮絶筋肉バトル!!スポーツマンNo.1決定戦
- フードバトルクラブ the 1st
- KUNOICHI（2006年9月27日放送以降）
- SASUKE - 第17回 - 第27回
- 紳助社長のプロデュース大作戦!
- 中居正広の金曜日のスマたちへ - 不定期
- 世界・ふしぎ発見!  - 不定期
- リンカーン  - 不定期
- 超能力スペシャル
- さまぁ〜ずの世界のすげぇにツイテッタ〜

TBSラジオ
- 小林悠 たまむすび「その筋の話」（2014年7月4日）※ゲスト出演

フジテレビ
- スーパーニュース - 特集コーナー、不定期
- とんねるずのみなさんのおかげでした - 「とんねるず×DJ OZMA」のコーナー
- 働くおっさん劇場 - 不定期
- ヨルタモリ - タモ=ゲラーのコーナー

テレビ朝日
- いきなり黄金伝説 - 不定期
- たけしのポリスアカデミー
- ターニングポイント
- 奇跡の扉 TVのチカラ
- 史上最強のバラエティ クイズ100万ボルト
- 真相究明!噂のファイル
- ガリレオヒット脳研
- 激録!全国警察24時
- サンデースクランブル
- スーパーJチャンネル
- トリハダ（秘）スクープ映像100科ジテン
- 列島警察捜査網 THE追跡
- 侃侃諤諤 - ナレーション
- 橋下×羽鳥の番組
- ラストアイドル

テレビ東京
- 草野仁のTVアゲイン
- 決着!歴史ミステリー
- 新説!?日本ミステリー
- BSジャパン・シネマクラッシュ「イーストウッド無双！」（番宣ナレーション）

TOKYO MX
- 真・ニッキゴルフ

BS-TBS
- 世界一周 魅惑の鉄道紀行 第38・39回・第67回 - オリエント急行 コンシェルジュ（ナレーション）
- ねこ自慢 - MCねこ・ふーちゃん（2021年1月6日 - 3月31日以降は不定期、ナレーション）

CBCテレビ
- イッポウスペシャル〜天変地異“その時”を生き抜く

ファミリー劇場
- ますおかの完パケましょう
- AKB48 ネ申テレビ
- 西部警察 全国キャラバン!!ロケ聖地巡礼

#### CM

##### テレビ
※注記が無いCMはすべてナレーション（※映画は制作または配給会社ごとに分類したが、角川文庫として宣伝した作品（書籍を含む）は角川書店グループに分類する）。

###### 映画（テレビ）
- 角川書店グループ（※角川映画、角川春樹事務所、角川文庫を含む）
  - 人間の証明（1977年）
  - 野性の証明（1978年）
  - 蘇える金狼（1979年）
  - 野獣死すべし（1980年）
  - 魔界転生（1981年）
  - 時をかける少女（1983年）
  - 里見八犬伝（1983年）
  - 第四の核（1987年、劇場未公開）
  - 天河伝説殺人事件（1991年）
- 東映（※東映洋画、東映ユニバースフィルムを含む）
  - 世界の空軍 AIR FORCE'82 ドッグ・ファイト（1982年、ドキュメンタリー映画）
  - 日本海大海戦 海ゆかば（1983年）
  - 時をかける少女（1983年）[広告 1]
  - 龍の忍者（1983年）
  - ア・ホーマンス（1986年）
  - ボクの女に手を出すな（1986年）
  - 男たちの挽歌（1987年）
- 東宝
  - 刑事物語（1982年）
  - 幕末青春グラフィティ Ronin 坂本竜馬（1986年）
  - シャタラー（1987年、イタリアとの合作映画）
  - ゴジラvsビオランテ（1989年、デーモン小暮が出演したCMもある）
  - ゴジラvsキングギドラ（1991年）
  - ゴジラvsモスラ（1992年）
  - ゴジラvsメカゴジラ（1993年）
  - ゴジラvsスペースゴジラ（1994年）
  - ゴジラVSデストロイア（1995年。上映日までのカウントダウンCMが製作されたため、CMそのものは10パターンが存在する[広告 2]）
- 日本ヘラルド映画
  - 処刑教室（1982年、ラジオCMも担当[広告 3]）
  - 時計 Adieu l'Hiver（1986年）[広告 4]
- ワーナー・ブラザース
  - ライトスタッフ（1984年）
- 大映映画
  - 首都消失（1987年）
- ベストロン映画
  - チャイニーズ・ゴースト・ストーリー（1989年）
- 松竹
  - REX 恐竜物語（1993年）

###### 楽曲（テレビ）
- CBS・ソニー
  - 『ロサンゼルスオリンピック公式アルバム』（1984年）
- テイチクエンタテインメント
  - 三門忠司『片恋酒』（1984年）
- ジャニーズ・エンタテイメント
  - KinKi Kids『Secret Code』（2008年）

###### 新聞関連
- 中日新聞東京本社
  - 「東京新聞」（1978年）
- 毎日新聞社
  - 「毎日新聞」（1979年）
- 朝日新聞社
  - 「朝日新聞国際衛星版」（1986年、ロンドン篇）
  - 「全国高校野球選手権大会」（1988年〈第70回記念大会〉 - 2014年〈第96回大会〉）
- 日本経済新聞社
  - 「日経電子版」（2018年）

###### 航空関連
- 日本航空
  - 「zero」（1978年。同社が発行していた黄色いカタログ）
- パンアメリカン航空
  - 企業広告（1985年、ビジネスで飛ぶなら篇）

###### 鉄道関連
- JR東日本
  - 「踏切事故0運動」（1997年 - 1998年）
- JR西日本
  - 「ノリノリきっぷ」（2012年、出演・歌：谷村新司）

###### 自動車関連
- 本田技研工業
  - 「ホンダ販売店」（1969年、三輪車篇）
  - 「ホンダ・Z」（1969年、1971年）
  - 「ホンダ・1300」（1969年 - 1970年）
- トヨタ自動車
  - 「トヨタ・スターレット」（1975年、出演：石坂浩二）
  - 「トヨタ・セリカ」（1976年 - 1978年。1982年に登場した「トヨタ・セリカGT-T」のナレーションも担当）
  - 「トヨタ・スプリンター」（1977年 - 1979年）
  - 「トヨタ・カムリ」（1980年[広告 5]、1982年 - 1987年[広告 6]。出演：田中邦衛ほか〈1982年 - 1987年〉）
  - 「トヨタ・コルサ」（1982年、出演：ジョン・マッケンロー）
  - 「トヨタ・ダイナ」（1984年）
  - 「トヨタ・ハイラックス」（1984年）

###### カメラ関連
- ミノルタ
  - 「ミノルタXD」（1977年）
- 旭光学
  - 「ペンタックス スーパーA」（1983年）
- 日本光学工業
  - 「ニコンF3」（1984年）

###### ゲーム関連
- エポック社
  - 「テレビベーダー」（1980年）
  - 「カセットビジョン」（1981年。『ギャラクシアン』（※ナムコの同名ゲームとは内容が異なる）、『きこりの与作』）
- アタリジャパン
  - 「Atari 2800」（1983年）
- ナムコ
  - 「ドルアーガの塔」（1985年）
  - 「ディグダグ」（1985年）
  - 「スターラスター」（1985年）
  - 「パックランド」（1985年、「バーガータイム」・「スターラスター」と併せて放映）
  - 「ディグダグII」（1986年）
  - 「タッグチームプロレスリング」（1986年）

※すべてファミリーコンピュータ版。
- セガ → セガゲームス
  - 「セガチャンピオンシリーズ」（1985年）
  - 「ゴジラ 列島震撼」（1995年）
  - 「真・女神転生 STRANGE JOURNEY」（2009年、開発：アトラス）
- データイースト
  - 「ヘラクレスの栄光」（1987年）
- バンダイ
  - 「ポケットザウルス 十王剣の謎」（1987年、出演：橋本名人）
- カプコン
  - 「井出洋介名人の実戦麻雀」（1987年、出演：井出洋介）
  - 「ストリートファイターII」（1994年、アーケード版）
- キングレコード（開発：エニックス）
  - 「ジーザス 恐怖のバイオモンスター」（1989年）
- ツクダオリジナル
  - 「オセロ」（1992年。出演：池田満寿夫、佐藤陽子）
- SNK
  - 「サムライスピリッツ」（1993年）
  - 「真SAMURAI SPIRITS 覇王丸地獄変」（1994年）
- 東宝（※テレビゲーム関連）
  - 「超ゴジラ」（1993年）
  - 「ゴジラ 怪獣大決戦」（1994年）
- 任天堂
  - 「スーパーマリオ64」（1996年）
  - 「ニンテンドー3DS」（2011年、出演：嵐）
- バンプレスト
  - 「第2次スーパーロボット大戦α」（2003年）
- Mobage（運営：DeNA）
  - 「大戦乱!! 三国志バトル」（2012年）

###### その他商品・企業広告
※角川書店グループ（角川文庫など）は映画（テレビ）を参照。
- アサヒビール
  - 「アサヒ本生」（1980年）
- アサヒ飲料
  - WONDA ショット＆ショット（2005年、出演：吉川晃司〈駅員篇〉、相田翔子〈車内販売篇〉、笠浩二〈コンビニ篇〉）
- アデランス
  - 「サンク増毛法」（1981年）
  - 「ヘアプラスイヴ」（1990年）
- アドバンス
  - 「ヘミン」（1983年。たばこ用フィルタの商品名[広告 7]）
- アメリカン・エキスプレス
  - 「アメリカン・エキスプレス・カード」（1986年。出演者がフィリップ・マーロウに扮するCM）
- アラクス
  - 「ノーシン」（1973年）
- アース製薬
  - 「新アースノーマット」（1990年）
  - 「アースゴキブリホウ酸ダンゴ」（1992年）
- イギン（TOKYO IGIN）
  - 「レディースブラックフォーマル」（1985年）
  - 「レディースカラーフォーマル」（1985年）
  - 「銀座IGIN」（1988年、開店篇）
- エスエス製薬
  - 「エスエスブロン液W」（1981年、出演：水前寺清子）
  - 「イブ」（1986年）
- エッソ石油
  - 「ESSO エクストラ100」（1987年）
  - 企業広告（1988年）
- オリエント時計
  - 「オリエント液晶クォーツ」（1975年）
- オートバックスセブン
  - 企業広告（1982年、出演：篠塚利夫）
- オーナーばり
  - 「オーナーばり」（1981年）
- カシオ計算機
  - 「デジタルウォッチ」（1978年、1980年 - 1981年）
  - 「リチウムデジタル」（1979年 - 1980年）
  - 「カシオリチウム」（1980年）
  - 「防水デジタルウォッチ」（1981年）
  - 「カシオ英和・和英デジタル」（1982年、出演：竹村健一）
  - 「WATER SPORTS」（1985年）
- カバヤ食品
  - 「ビッグワンガム」（1978年）
  - 「デラックス・ビックワンガム」（1980年 - 1982年）
- カタログハウス
  - 「通販生活」（1996年、断筆宣言篇。出演：筒井康隆）
- カネボウ食品 → ベルフーズ・カネボウ食品本部
  - 「コーラプレイガム」（1981年、出演：ビートルズ）
  - 「ビフレックスガム」（1982年）
  - 「黒白半分」（1983年）
  - 「高橋名人の突撃わんぱく城」（1987年）
  - 「のびキャン」（1988年）
  - 「ソーダコング」（1991年）
- カルビー
  - 「焼きもろこし」（1991年 - 1992年）
  - 「カルビーポテトチップスガーリック味」（1991年）
- キッコーマン
  - 「本つゆ」（1995年 - 1998年、出演：安田成美）
- グリコ協同乳業 → グリコ乳業
  - 「グリコカフェオーレ」（1982年・1984年・1987年）
  - 「ドロリッチ」（2012年）
- ケイ・オプティコム
  - 「eo光」（2000年代？、関西ローカル）
- ケンミン食品
  - 焼きビーフン（1993年、アニメ『妖怪人間ベム』とのコラボレーション[広告 8]。ベムとナレーションを兼任）
- コナカ
  - 「軽涼レインスーツ」（2006年、出演：松岡修造）
- サクライ貿易
  - 「ゼネラルの野球用品」（1977年。出演：原田治明、松本匡史）
- サントリー
  - 「サントリーゴールド900」（1976年、出演：野坂昭如）
  - 「サントリーゴールドジャンボボトル」（1977年、出演：野坂昭如[広告 9]）
  - 「サントリーオールド 特製ラベル」（1977年）
  - 「サントリー角瓶」（1978年）
  - 「マイルドウォッカ樹氷」（1982年）
  - 「サントリーリザーブ」（1982年、カレンダープレゼント篇・黄金のレコード篇）
- サントリーフーズ
  - 「バイオミンX」（1983年、出演：奥寺康彦）
  - 「NCAA」（1988年、出演：山下泰裕）
- サンヨー食品
  - 「田呉作」（1982年）
- シマノ
  - 「シマノDXリール」（1973年）
- シャープ
  - 「パソコンテレビX1」（1982年）
  - 「KEY STATION F500」（1985年）
  - 「ツインカムWリバースCD（QT-25CD）」（1986年）
- ジャスコ
  - 「歳末大市」（1998年、出演：森公美子）
- ジーシー
  - 「GCカード」（1983年、出演：タモリ）
- セブン-イレブン・ジャパン
  - 企業広告（1980年、AD篇）
- セントラルファイナンス
  - 「CFカード」（1982年）
- タカラ
  - 「ジムカ」（1979年）
  - 「クラッシャージョウSAKシリーズ」（1983年）
  - 「ダイアクロン パワードコンボイ」（1984年）
- ダイキン工業
  - 「クリエール」・「ポーリン」（1987年）
  - 「サンフローラ」（1988年）
  - 「スカイエア」（1988年）

※各CMとも、板東英二が出演。
- ダスキン
  - 「ターミニックス（英語版）」（1991年、ナレーションの吹き替え）
- ツムラ
  - 「トリム」（1992年、出演：C.C.ガールズ）
- デビアス
  - 「ダイヤモンド婚約指輪」（1985年。店舗読みは城達也）
- トーヨーサッシ
  - 「Dan（）」（1984年）
  - 「セレーブル」（1984年）
  - 「ウォーミイ」（1985年）
  - 「サッポロカンスター」（1985年）
- トミー
  - 「スーパーレール」（1972年）
- トヨタフォークリフト
  - 企業広告（1980年）
- ハヤミズ家具センター
  - 「ハヤミズ創業50年祭」（1982年、関東ローカル）
- バイク王&カンパニー
  - 企業広告（2013年、次元大介役。ラジオCMも放送。テレビでは「次元のバイク愛篇」、「愛車自慢篇」、「キャンペーン（峰不二子の等身大フィギュア[広告 10][広告 11]が当たる）篇」を放映）
- バンダイ
  - 「超獣合身ダンクーガ」（1985年）
  - 「電撃戦隊チェンジマン 電撃ベース」（1985年）
  - 「DX超合金ブレーザーカノンセット」（1985年）
  - 「DXガンダムMk-II」（1985年）
  - 「仮面ライダーBLACK 乗用バトルホッパー」（1987年）
  - 「ジライヤ巨大磁雷神」（1988年）
  - 「ジライヤ忍者大戦シリーズ」（1988年）
  - 「ゴジラVSデストロイアシリーズ」（1995年）
- ピップフジモト
  - 「タウロポン」（1991年 - 1992年）
- ブラザー工業
  - 「MyMio（）」（2011年、第三の選択肢篇）
- ほっともっと
  - 「海鮮天丼」（2014年）
- ポッカコーポレーション
  - 「元気であいさつ」（1984年、出演：山田邦子。カップスープの商品名）
- ポピー
  - 「ジャンボマシンダー 勇者ライディーン」（1974年頃）
  - 「DX超合金グレンダイザー（1976年）
  - 「大戦隊ゴーグルファイブ DX超合金クロスインボックス」（1982年）
- まるか食品
  - 「やきそば&ワンタン」（1986年）
- マルアイ
  - 「ギフトセット」（1982年 - 1985年・1988年。出演：遥くらら〈※1988年は佃公彦〉）
- マルタカ
  - 「アルビローラー」（1979年）
- ミスタードーナツ
  - 「ミスドクッション」（1997年。出演：所ジョージ、歌：矢野顕子）
- ミスタービルド
  - 企業広告（1990年代、出演：菅原文太）
- ミツトヨ
  - 企業広告（1986年）
- ミニストップ
  - 「ゴク楽バーガー」（1993年。懸賞）
  - 「ゴク楽バーガー2 あったかイス」（1994年。懸賞）
- モービル石油
  - 「モービルHI無鉛」（1984年 - 1985年）
- ヤクルト本社
  - 「ヤクルト野菜ジュース」（1980年、出演：若松勉）
- ヤンマー農機
  - 「ヤンマー赤トラフォルテ」（1982年）
  - 「ヤンマーディーゼルトラクタ」（1983年）
  - 「ヤンマー建設機械」（1983年）
- ユーキャン
  - 「シカク ドット ティービー」（2011年、出演：イモトアヤコ）
- リクリート
  - 「とらばーゆ」（1991年、ハッピーの条件シリーズ。出演：石田純一ほか）
- リンナイ
  - 「ペアグリル」（1979年）
  - 「安心とろ火」（1979年、山田康雄と共演〈ともに声の出演〉）    - ※ともにガステーブルの商品名。
- ロッテ
  - 「リッチモンド」（1978年）
  - 「ガーナミルクチョコレート」（1986年、出演：小泉今日子）
- ワコール
  - 「シェイプライナー」（1982年）
  - 「シェイプブラ」（1983年）
  - 「シェイプパンツ」（1983年）
  - 「Yバック・ブラ」（1984年）
  - 「ヒップス」（1984年 - 1985年）
- ワーナー・ランバード
  - 「リステリン」（1994年）
- 味の素
  - 「クノール中華ぞうすい」（1985年）
- 味の素ゼネラルフーヅ
  - 「中国茶伝 烏龍茶、紅茶物語」（1986年、フリーズドライな夫婦篇）
- 池田模範堂
  - 「ムヒ」（1983年、かゆいの飛んでけ篇）
- 市田株式会社
  - 「パティオウェア」（1983年、グラスタワー篇）
- 伊藤ハム
  - 「ギフトセット」（1996年）
- 伊良湖ガーデンホテル
  - 企業広告（1990年）
- 大阪ガス
  - 「ガス高速レンジ コンベック」（1975年）
- 大塚食品
  - 「ボンカレーゴールド、ボンカレーファイブスター」（1984年、出演：郷ひろみ）
- 尾崎商事
  - カンコー学生服（1979年）
- 加賀 伝統工芸村 ゆのくにの森
  - 「ゆのくにの森」（1993年、北陸地方ローカル）
- 川徳
  - 「パルクアベニュー・カワトク」（1980年、岩手県ローカル[広告 12]）
- 学校法人モード学園
  - 「モード学園」（1982年、ピグチャー（豚）篇）
- 韓国人参公社
  - 「紅蔘元（）」（1992年、出演：桂銀淑）
- 紀文食品
  - 「紀文のおせち料理」（2009年）
- 京楽産業.
  - 「CRびっくりぱちんこ巨人の星」（2011年、アームストロング・オズマ役。出演：近藤春菜[広告 13]）
- 幸田セントラルボウル
  - 企業広告（1988年） - 中京ローカル
- 講談社
  - 「なかよし4月特大号」（1993年）
- 小林製薬
  - 「水仕事その前に」（1988年）
- 三愛
  - 「冬のバーゲン」（1980年、関東ローカル）
- 三洋電機
  - 「業務用冷凍・冷蔵庫Eシリーズ」（1990年）
- 資生堂
  - 「MG-5シリーズ 各商品」（1968年 - 1971年）
  - 「エコー」（1970年。歯磨き粉の商品名）
  - 「タクティクス」（1978年・1982年 - 1983年・1986年[広告 14]）
  - 「PERKEY JEAN（） パーティーブライト」（1983年）
  - 「コルテイン」（1983年）
  - 「BY・3」（1987年）
  - 「フェアウインドパクト」（1988年）
  - 「エリクシール シュペリエル」（2008年 - 2009年、出演：小泉今日子、瀬戸朝香、吹石一恵ほか）
- 白子
  - 「白子のり」（1986年、毎日の生活篇。出演：伊東四朗ほか）
- 新日本製鐵
  - 「日鉄サッシ アルミバルコニー」（1980年、出演：高見山大五郎）
- 住友VISAカード
  - 「VISAカード」（2000年 - 2002年。出演：藤井隆（2001年まで）、原田泰造ほか（2002年）[広告 15]）
- 仙台観光
  - 「パチンコタイガー」（1989年、こちら夢中開発研究所篇。宮城県ローカル）
- 全国競輪施行者協議会（全輪協）[広告 16]
  - 「競輪」（1982年。出演：菅田順和、音楽：大野雄二。ともにファンファーレを使用したCMのみ）
- 大洋漁業
  - 「北斗の拳ソーセージ」（1985年[広告 17]）
- 大京観光
  - 企業広告（1984年、出演：星野仙一）
- 大正製薬
  - 「コンバット」（1991年）
- 大鵬薬品工業
  - 「チオビタドリンク」（1985年、出演：近藤正臣）
- 太陽石油
  - 企業広告（1979年）
- 宝酒造
  - 「松竹梅」（1970年 - 1993年[広告 18]。出演：渡哲也〈1970年と1989年以降[広告 19]〉、石原裕次郎）
  - 「宝焼酎 純」（1982年 - 1983年、出演：石原良純ほか）
  - 「松竹梅淡麗辛口」（1990年）
  - 「松竹梅生酒」（1991年、出演：渡哲也）
  - 「焙炒作り松竹梅」（1992年 - 1994年。出演：渡哲也、倍賞千恵子ほか）
- 立石電機
  - 企業広告（1985年〈スペイン・コルドバ篇〉、1987年〈テニス篇。出演：竹村健一〉）
- 丹平製薬
  - 「新今治水」（1980年、出演：なべおさみ）
  - 「コンジスイQ」（1985年）
- 東レ
  - 「エントラント」（1984年）
- 東京ニュース通信社
  - 「週刊TVガイド（1984年、Buono（）篇）
- 東京ポートボウル
  - 「AccU Score（）[広告 20]」（1985年、関東ローカル）
- 東洋水産
  - 「マルちゃんわかめラーメン」（1984年、出演・歌：明石家さんま）
- 中埜酢店
  - 「ミツカン酢」（1990年。出演：とんねるず、伊藤淳史[広告 21]）
- 名古屋製酪
  - 「スジャータポタージュ」（1981年。「スジャータ入りコーンポタージュ」の商品名）
- 日本ハム
  - 「天津閣肉餃子」（1997年）
- 日本マクドナルド
  - 「創業25周年企画」[広告 22]（1996年）
  - 「グラコロ」（2000年）
  - 「マックリブ」（2001年、出演：嵐）
- 日本ユニバック
  - 企業広告（1983年、ENIAC篇。出演者〈解説〉の吹き替え）
- 日本観光サービスグループ
  - 企業広告（1982年。出演：若乃花幹士〈二子山親方 (10代目)〉、花田虎上〈当時は花田勝〉、貴乃花光司〈当時は花田光司〉）
- 日本製靴
  - 「リーガルシューズ」（1986年 - 1987年）
- 日清製菓
  - 「キカイダー お菓子シリーズ」（1972年）
- 日清製粉
  - 「日清の唐揚げ粉」（1989年）
- 日本水産
  - 「焼くだけでフライ 各商品」（1986年）
  - 企業広告（1987年、冷凍食品篇。出演：大竹しのぶ）
- 日本製粉
  - 「バリラ」（1983年）
  - 企業広告（1988年）
- 日本専売公社 → 日本たばこ産業
  - 「キャビン85」（1980年 - 1984年[広告 23]。出演：野坂昭如〈1980年のみ〉、三浦友和〈1981年以降〉）
  - 「ウインズ」（1986年。シガレットホルダーの商品名）
- 日本損害保険協会
  - 「交通事故をなくそう」（1982年・1984年 - 1985年）
- 日本電装
  - 「デンソープラグ ワイドU」（1984年）
- 日本文芸社
  - 「週刊チャンネル」（1984年）
- 沼津蒲鉾
  - 「駿河」（1979年、静岡県ローカル）
- 花嫁センター平安殿
  - 「ロイヤルウェディング」（1985年、中京ローカル。純白のロールス・ロイスを用いた結婚式プラン）
- 富士ゼロックス
  - 「Apeos」（2006年、サッカー編（※経営者の男性役の吹き替え）。出演：クリスティアーノ・ロナウドほか）
- 文藝春秋
  - 「Sports Graphic Number1」（1980年、出演：江夏豊）
- 松下電器産業
  - 「キャリオカ」（1978年）
  - 「CDラジカセRX-DT75」（1992年、出演・歌：福山雅治）
- 松下電工
  - 「カーボチタンV」（1988年）
  - 「フロートシリーズ」（1992年、出演：森口博子）
- 丸井
  - 「helen alex（）」（1972年）
  - 企業広告（1980年、丸井創業50年篇）
  - 「VISARUNO（）」（1980年、1982年）
- 丸大食品
  - 「丸大ハム」（1974年）
  - 「丸大ボンレスハム」（1982年）
  - 「贈り物」（1982年、四角い箱から丸い愛篇）
  - 「丸大ロースハム」（1981年、1983年、1986年）[広告 24]
  - 「機動刑事ジバンソーセージ」（1989年）
- 丸八眞綿
  - 「ファートン」（1982年 - 1983年、出演：三船敏郎、プリシラ・プレスリー）
- 三田工業
  - 「コピー機（DC-232）」（1982年、出演：阿川泰子）
- 三菱鉛筆
  - 「三菱シャープ芯 uni 0.5（）」（1975年）
  - 「uni POSCA（1984年、先生篇）
- 明治製菓
  - 「スーパーマンシリーズ」（1979年）
  - 「チョコレート効果」（2007年、出演：楠田枝里子）
- 明治乳業
  - 「明治ブルガリアソフトヨーグルト」（1981年）
- 森永製菓
  - 「パックンチョ」（1988年、映画予告篇）
  - 「小枝」（2000年、出演：森田剛、風間俊介）
- 雪印食品
  - 「ヨーグレジュ」（1991年）
- NTT
  - 「お祝い電報」（1989年）
  - 「キャッチホン」（1995年）
  - 「タウンページ」（1996年、4色カラー広告編。緒方賢一とナレーションで共演）
- NTTコミュニケーションズ
  - 「050 plus」（2013年、出演：マツコ・デラックス）
  - 「OCNモバイルONE」（2014年、出演：マツコ・デラックス）
- UCC上島珈琲
  - 企業広告（1980年、出演：中島美久〈同社のカップテイスター[広告 25]〉）、「UCCガラナ」（1982年）

ほか多数

##### ラジオ
※テレビCMと重複するものはすべて省略。

###### 映画（ラジオ）
- 日活
  - 高校大パニック（1978年）
- MGM
  - テレフォン（1978年）
- 日本ヘラルド映画
  - 月光仮面（1981年）
- 東映
  - 海峡（1982年）

###### 楽曲（ラジオ）
- キャニオン・レコード
  - 谷山浩子『サーカス』（1982年）
- フォーライフ・レコード
  - 井上陽水『愛されてばかりいると』（1983年）

###### 映画・楽曲以外のラジオCM
- 住友スリーエム
  - 「Scotch マスターカセット」（1976年）
- トヨタ自動車
  - 「トヨタ・スプリンター リフトバック」（1976年）
- カネボウ食品
  - 「ザ・ミント」（1977年）
- 味の素ゼネラルフーヅ
  - 「マキシム」（1977年）
- 東京海上火災保険
  - 「東京海上」（1977年、上辺だけのなぐさめ篇）
- 東京出版
  - 「月刊 受験の数学」（1977年）
- クリナップ
  - 「ステンレスキャビネット流し台」（1978年）
- 日本プレス建築
  - 「レスコハウス」（1978年、関東ローカル）
- ガリバーインターナショナル
  - 企業広告（2006年、知ってるかい篇）

##### ムービー
※注記が無い場合はナレーションのみ。
- 日本ハム
  - 「新鮮生活ZERO」（2010年前後？）

## 他のコンテンツ

### パチンコ
- CR銀河英雄伝説（アドリアン・ルビンスキー）
- CRコブラシリーズ（クリスタル・ボーイ）
- CRルパン三世シリーズ（次元大介）
- ルパン三世パチスロシリーズ（次元大介）

### 書籍
- 僕らを育てた声 小林清志編（アンド・ナウの会）

### その他
- アフタヌーンショー - 口三味線を披露。
- 大都会 PARTIII
- さよなら西部警察（ナレーション）
- 週刊ファミ通6月13日号特別付録DEMO用DVD（ナレーション）
- 東京国立博物館「対決 巨匠たちの日本美術」音声ガイド（俵屋宗達）
- ルパン三世 パイロットフィルム（次元大介）
- 流星課長（ナレーション）ショートフィルムマガジン「Grasshoppa! VOL.3」収録（2002年 監督：庵野秀明）
- DOBERMAN INFINITY「DO PARTY」（ナレーション）